# Kenneth Johnson
Kenneth Johnson eller ibland även kallad Ken Johnson, amerikansk regissör, född 26 oktober 1942 i Pine Bluff, Arkansas, USA. I Sverige är Kenneth Johnson är mest känd för att ha regisserat TV-serien Hulken under slutet av 1970-talet och början av 1980-talet och för TV-serien V i mitten på 1980-talet.
I slutet av 1980-talet och början på 1990-talet regisserade han även TV-serien Alien Nation men i Sverige fick inte denna samma framgång som Hulken och V.
Under oktober 2007 släpptes filmmakarens uppföljare till miniserien "V", preliminär titel "V:Den andra generationen" i bokform och förhandlingar fördes med filmbolaget Warner Bros. pågår för en filmatisering av Johnsons färdiga manus med samma namn. Handlingen är förlagd till nutid och tar vid tjugo år efter den första invasionsvågen. Projektet ersattes sedan med en helt nygjord TV-serie som saknar kopplingar till den äldre TV-serien.